# Orthiopteris
Orthiopteris es un género de helechos perteneciente a la familia Saccolomataceae. Son necesarios más estudios filogenéticos para determinar si  Orthiopteris y Saccoloma (el único con otras especies de Saccolomataceae) se consideran géneros separados.

## Species
- Orthiopteris acuminata (Rosenst.) Copel. 1950| (Nueva Guinea)

(=)   Dennstaedtia acuminata Rosenst. 1915
- Orthiopteris brasiliensis (C.Presl) Sehnem 1972|

(=)   Microlepia brasiliensis C.|Presl 1851 (nom. nud.?)
(=)   Davallia brasiliensis Hook. 1846
- Orthiopteris domingensis (Spreng.) Copel. 1947| (Haití)

(=)   Ithycaulon domingense (Spreng.) C.Chr. 1934
(=)   Saccoloma domingense (Spreng.) C.Chr. 1906 
(=)   Saccoloma domingense (Spreng.) Prantl 1892 (nom. illeg.)
(=)   Davallia domingensis Spreng. 1804
- Orthiopteris ferulacea (T.Moore) Copel. 1929| (Fiyi)
- Orthiopteris firma (Kuhn) Brownlie 1969

(=)   Saccoloma firmum (Kuhn) C.Chr. 1925
(=)   Saccoloma moluccanum var. firmum|Kuhn 1869
- Orthiopteris henriettae (Baker) Copel. 1947| (Madagascar)

(=)   Saccoloma henriettae (Baker) C.Chr. 1932
(=)   Dicksonia henriettae Baker 1874
- Orthiopteris inaequalis (Kunze) Copel. 1947 (Brasil, Honduras, Venezuela)

(=)   Ithycaulon inaequale (Kunze) Copel. 1929
(=)   Saccoloma inaequale (Kunze) Mett. 1861
(=)   Microlepia inaequalis (Kunze) C. Presl 1836
(=)   Davallia inaequalis Kunze 1834
- Orthiopteris minor (Hook.) Copel. 1947| (Malesia, Polynesia)

(=)   Davallia inaequalis var. minor|Hook. 1846